# Георгій Чантурія (футболіст)
Гео́ргій Чанту́рія (груз. გიორგი ჭანტურია, нар. 11 квітня 1993, Тбілісі) — грузинський футболіст, що грав на позиції нападника.
Виступав, зокрема, за клуби «Вітесс» та «Урал», а також національну збірну Грузії.

## Клубна кар'єра
Народився 11 квітня 1993 року в місті Тбілісі.
У дорослому футболі дебютував 2011 року виступами за команду «Вітесс», у якій провів два сезони, взявши участь у 29 матчах чемпіонату. Протягом першої половини 2013 року захищав на правах оренди кольори російського клубу «Аланія», після чого повернувся у «Вітесс». Цього разу відіграв за команду з Арнема наступні пів року своєї ігрової кар'єри.
У лютому 2014 року став гравцем румунського клубу «ЧФР Клуж», а вже влітку підписав контракт із італійською «Вероною», але продовжив виступати в Румунії на правах оренди.
З літа 2015 року один сезон захищав кольори клубу «Дуйсбург». Граючи у складі «Дуйсбурга», також здебільшого виходив на поле в основному складі команди.
З 2016 року три сезони захищав кольори клубу «Урал». У квітні 2018 року він отримав серйозну травму ACL і йому знадобилося шість місяців, щоб відновитися, і після цього він не зміг повернути свою позицію в команді. В результаті 18 січня 2019 року за згодою сторін покинув команду.
Завершив ігрову кар'єру в команді «Сабуртало», в якій перебував на початку 2020 року, але так жодної гри і не зіграв.

## Виступи за збірні
У 2009 році дебютував у складі юнацької збірної Грузії (U-17), загалом на юнацькому рівні взяв участь у 15 іграх, відзначившись 9 забитими голами.
Протягом 2010–2014 років залучався до складу молодіжної збірної Грузії. На молодіжному рівні зіграв у 15 офіційних матчах, забив 5 голів.
5 березня 2014 року дебютував в офіційних матчах у складі національної збірної Грузії в товариському матчі проти Ліхтенштейну (2:0), в якому і забив свій дебютний гол за збірну.
Загалом протягом кар'єри в національній команді, яка тривала 3 роки, провів у її формі 16 матчів, забивши 2 голи.
| Дата       | Місто          | Господарі | Результат | Гості       | Турнір            | Голи | Примітки |
| ---------- | -------------- | --------- | --------- | ----------- | ----------------- | ---- | -------- |
| 5-3-2014   | Тбілісі        | Грузія    | 2 – 0     | Ліхтенштейн | товариський матч  | 1    | 60'      |
| 11-10-2014 | Глазго         | Шотландія | 1 – 0     | Грузія      | Відбір до ЧЄ 2016 | -    | 80'      |
| 14-10-2014 | Фару           | Гібралтар | 0 – 3     | Грузія      | Відбір до ЧЄ 2016 | -    | 76'      |
| 14-11-2014 | Тбілісі        | Грузія    | 0 – 4     | Польща      | Відбір до ЧЄ 2016 | -    | 68'      |
| 25-3-2015  | Тбілісі        | Грузія    | 2 – 0     | Мальта      | товариський матч  | -    | 64'      |
| 29-3-2015  | Тбілісі        | Грузія    | 0 – 2     | Німеччина   | Відбір до ЧЄ 2016 | -    | 46' 82'  |
| 9-6-2015   | Лінц           | Грузія    | 1 – 2     | Україна     | товариський матч  | -    | 46'      |
| 13-6-2015  | Варшава        | Польща    | 4 – 0     | Грузія      | Відбір до ЧЄ 2016 | -    | 63'      |
| 11-11-2015 | Таллінн        | Естонія   | 3 – 0     | Грузія      | товариський матч  | -    | 45'      |
| 16-11-2015 | Шкодер (місто) | Албанія   | 2 – 2     | Грузія      | товариський матч  | 1    | 90'      |
| 29-3-2016  | Тбілісі        | Грузія    | 1 – 1     | Казахстан   | товариський матч  | -    | 45'      |
| 7-6-2016   | Хетафе         | Іспанія   | 0 – 1     | Грузія      | товариський матч  | -    | 72'      |
| 5-9-2016   | Тбілісі        | Грузія    | 1 – 2     | Австрія     | Відбір до ЧС 2018 | -    | 84'      |
| 12-11-2016 | Тбілісі        | Грузія    | 1 – 1     | Молдова     | Відбір до ЧС 2018 | -    |          |
| Усього     |                | Матчів    | 14        |             | Голів             | 2    |          |